# Système automatisé pour les fichiers administratifs et le répertoire des individus
Pour les articles homonymes, voir Safari.
Le Système automatisé pour les fichiers administratifs et répertoires des individus (dont l'acronyme est SAFARI) était un projet d'identification des individus figurant dans les fichiers nominatifs de l'administration française par un numéro attribué par l'INSEE et utilisé par la Sécurité sociale. La généralisation de cette identification dans toute l'administration avait notamment pour but de faciliter l'interconnexion des fichiers.

## Introduction
L'annonce publique du projet est faite dans un article de trois pages de la revue centrale de l'INSEE en mars 1970. Cette annonce présentait le contenu du fichier-répertoire ainsi que les développements à venir. Il décrivait les caractéristiques de l'identifiant retenu et énumérait les objectifs poursuivis : diffuser l'identifiant dans l'ensemble des fichiers de l'administration de façon à faciliter leur gestion, leur contrôle et les rapprochements avec d'autres fichiers via cet identifiant. De plus, ces identifiants allaient permettre de nouvelles exploitations des fichiers administratifs à des fins de connaissances statistiques. Il faudra attendre deux ans pour que l'INSEE assume, lors d'un journal télévisé, un acronyme - SAFARI - aussi peu explicite que menaçant pour les libertés individuelles. Le projet annoncé en 1970 devait être opérationnel en 1972.
Le 21 mars 1974, un article de Philippe Boucher du journal Le Monde intitulé « SAFARI ou la chasse aux Français » dénonça le caractère liberticide d'un dispositif qui allait permettre à l'administration de rassembler facilement toute l'information dont elle disposait sur chacun des individus présents dans ses fichiers. L'impact de l'article fut considérable : paru le 21 mars, dès le 29 mars, une circulaire du Premier ministre de l'époque, Pierre Messmer, suspendait le projet et nommait une commission « Informatique et libertés » chargée de proposer un cadre d'utilisation de l'informatique respectueux de la vie privée et des libertés individuelles. Cette commission a rendu son rapport fin 1975. Il est à la base de la loi Informatique et Libertés du 6 janvier 1978. Avec cette loi, le projet SAFARI, suspendu en 1974, était abandonné.

## Le contenu et les objectifs du fichier répertoire
Devant fournir un identifiant pour chaque individu d'un répertoire de la population résidente en France, ses concepteurs choisirent de partir des données attachées à leur naissance, celle que l'on retrouve dans les bulletins d'état civil lorsque l'individu est né en France : sexe, nom, prénom(s), date et lieu de naissance, de ce fait, il restait inchangé tout au long de la vie. Visant une automatisation des exploitations du répertoire, il fallait résoudre le problème des homonymies tant sur le patronyme que sur les noms de commune. Il fallait aussi choisir une graphie de référence, les noms pouvant être plus difficiles à orthographier que les Martin et les Beaulieu. Enfin il fallait trouver une structure de l'identifiant la plus simple et la plus sûre pour les agents chargés de son attribution. Ceci a conduit à un identifiant aujourd'hui connu comme numéro de sécurité sociale.
Soit le numéro : 1.89.01.25.056.237. Il désigne une personne de sexe masculin (noté 1), née en 1989 (on retient 89), au mois de janvier (01), dans le département du Doubs (25) à Besançon (056, numéro de la commune dans le code officiel géographique). La dernière composante, (237) est un numéro d'ordre de la naissance dans le registre d'état civil de la commune où elle a été enregistrée. L'INSEE souligne : "On voit immédiatement les commodités qu'apporte un tel mode d'identification à la gestion moderne et notamment à la gestion automatisée... Cette documentation très simple constitue... un précieux outil de gestion administrative". (p. 69).
Le but de l'automatisation du répertoire tenu manuellement dans les établissements régionaux de l'INSEE est de faire face à la demande des administrations voulant utiliser ce numéro dans leurs propres fichiers. De cette façon, en peu de temps, les individus connus des différents services de l'administration le seront avec un seul et même numéro à portée nationale. Le projet devait se terminer en 1972 et l'investissement rapidement amorti par le remplacement des traitements manuels par ceux de l'informatique. En effet, toutes ces identifications pour la Sécurité sociale et les ministères leur étaient facturées.
L'article de l'INSEE  était muet sur l'origine du répertoire manuel objet de cette automatisation. Le numéro a été conçu entre 1932 et 1933 par le Contrôleur général René Carmille à l'occasion de la réorganisation des bureaux de recrutement de l'armée française. En 1940, dès l'instauration du régime de Vichy, il est nommé directeur du Service de la Démographie (SD) qui allait devenir l'année suivante le Service National des Statistiques (SNS). Il l'a réutilisé pour identifier les individus dans un "Répertoire de tous les Français" nés depuis 1881 (en ajoutant en première position un code représentant le sexe, 1 pour les hommes, 2 pour les femmes). L'information provenait des greffes des tribunaux d'instance dépositaires des données d'état civil envoyées par les mairies. Cette vaste opération commencée en 1941 s'est poursuivie jusqu'à la Libération où l'INSEE a pris la suite; sur les mêmes bases, souvent avec le même personnel et dans les mêmes locaux. Ce répertoire était la première étape du projet d'organisation de l'information administrative conçu par René Carmille. En effet, ce numéro devait, obligatoirement, être en place dans les fichiers de toutes les administrations dès lors qu'il s'agissait de personnes physiques. Cette deuxième étape permettait la troisième : rassembler sur chaque identifiant les informations lui correspondant dans les autres fichiers. Ce travail a mobilisé plusieurs centaines de personnes. A la Libération, les "dossiers individuels" auraient déjà été en cours sur 20 millions d'individus.
L'article de l'INSEE ne disait pas que la première position du numéro, 1 ou 2, pour, coder le sexe des "européens", avait été complétée dès 1941 de nouvelles modalités : 3 et 4 pour les "musulmans indigènes", 5 et 6 pour les "juifs indigènes", 7 et 8 pour les étrangers. Cette nomenclature n'aurait été appliquée que dans les trois départements d'Algérie mais elle a bien existé et couverte par René Carmille.L'article ne disait pas non plus que ce numéro d'identification créé et géré par le S.N.S. avait été retenu en 1945 par Pierre Laroque pour identifier les affiliés à la Sécurité sociale, institution dont il était le maître d’œuvre. En 1970, au moment où l'INSEE annonce le projet, il y a déjà plusieurs millions d'individus dotés de ce numéro.

## Un répertoire très attendu
Entre 1965 et 1970, plusieurs rapports officiels ont traité de la modernisation de l'administration. Des organisations comme l'assemblée des PME ou le Congrès des notaires exprimaient le même type d'exigence : l'arrivée des ordinateurs est présentée comme un moyen privilégié de cette modernisation. Plusieurs de ces rapports recommandent d'adopter des identifiants uniques pour les entreprises, pour les individus et pour les sols. Dès 1966, le Général de Gaulle avait lancé un "Plan calcul" pour doter la France d'une capacité informatique. Dans ce cadre, Maurice Allègre a été chargé d'élaborer des "Eléments pour un schéma informatique" où on peut lire : "La grande réforme qu'imposera l'informatique dans ce domaine [celui des rapports de l'usager avec l'administration] sera la disparition totale du cloisonnement administratif". Il poursuit : "Il convient que soient réunies les conditions permettant de rassembler à moindre coût les diverses informations des différents systèmes de gestion... Les actions pilote SAFARI et SIRENE sont destinées à cela... et doivent donc être accélérées" (p.89). Le VIe Plan dira la même chose.
A la fin de la décennie 60, le service d'immatriculation a été rodé avec la Sécurité sociale d'abord, ensuite avec quelques autres administrations (les impôts, l’Éducation,...), il y a une forte demande des autres administrations, la Délégation générale à l'informatique, bras financier du Plan calcul, finance... le moment semble venu pour l'INSEE de lancer son projet.

## SAFARI ou la chasse aux Français
Les années 1970 et 1971 se passent sans que soient connues de réactions publiques à son annonce. En juillet 1972, au journal télévisé de 20 heures, un reportage est diffusé sous le titre : "SAFARI : un projet de "mise en fiches" de la population française. Jacques Desabie, maître d'ouvrage du projet et auteur de l'article de 1970 y est interviewé. Il donne comme exemple d'utilisation le contrôle électoral. L'interviewé suivant est Jean-Pierre Greiveldinger, le maître d’œuvre, en particulier pour l'informatique. Il annonce l'utilisation du numéro INSEE pour deux applications du ministère de l'Intérieur, dans l'immédiat, le fichier des conducteurs, à une échéance plus lointaine, celui des cartes d'identité.
En novembre 1972, un article du journal Le Monde, sous la signature de Jean-Pierre Clerc, expose des inquiétudes, à  l'appui de celles exprimées par Michel Poniatowski. Après avoir évoqué une "fringale de chiffres" il écrit : "Qu'en serait-il si, par un procédé technique, il devenait possible de connecter les divers fichiers administratifs, de façon à pouvoir additionner les renseignements possédés pour un même individu par l'état civil, l'armée, la Sécurité sociale, le fisc, la justice, etc. ?... Or, un tel risque parait en voie de se concrétiser. L'institut national de la statistique et des études économiques (INSEE) travaille à l’achèvement d'un répertoire central des Français... Ce répertoire intitulé "projet SAFARI" sera terminé fin 1973".
En septembre 1973, des analystes programmeurs de l'équipe du projet SAFARI, dont plusieurs adhérents à la CFDT, produisent un document dactylographié de dix pages qu'ils envoient à la direction de l'INSEE, aux bureaux nationaux de leurs syndicats, à la confédération CFDT. Après un exposé des caractéristiques techniques du projet tiré de la documentation interne, ces agents s’inquiètent des utilisations possibles, s'étonnent du silence qui règne sur le projet et appellent à un débat public. Aucune suite n'a été donnée, ni par la direction de l'INSEE ni par les directions syndicales.
Le 21 mars 1974, Le Monde, sous la signature cette fois de Philippe Boucher, publie "Une division de l'informatique est créée à la chancellerie", mais c'est le sous-titre qui restera : "SAFARI ou la chasse aux Français". Commentant des installations de nouveaux ordinateurs aux ministères de la Justice et de l'Intérieur, l'article relate leur rivalité dans le contrôle du projet SAFARI "destiné à définir chaque Français par un "identifiant"qui ne définisse que lui". Il avance les "convoitises ardentes" du ministère de l'Intérieur : pour "rendre cohérentes entre elles les données contenues dans les 400 fichiers que possèdent les services de police", "... des efforts pour s'adjoindre le cadastre, le fichier... des impôts et, plus grave peut-être, celui du ministère du Travail". Et de conclure : "De telles visées comportent un danger qui saute aux yeux". L'article ne dit rien du rôle de l'INSEE, pas plus que de l'article de 1972, du même journal, sur le même sujet.
S'il est difficile de trouver des traces de réactions publiques à l'article de Jean-Pierre Clerc, l'article de Philippe Boucher déclencha une vive émotion et fut à l'origine de nombreux débats. Dès le lendemain, le directeur de l'INSEE était convoqué à Matignon. N'étant pas parvenu, apparemment, à convaincre de l’innocuité du projet, dès le 29 mars, le Premier ministre, Pierre Messmer, envoyait une circulaire où il suspendait le projet SAFARI, interdisait l'interconnexion de fichiers de personnes issus de ministères différents et créait une commission "Informatique et libertés" chargée de proposer un cadre d'utilisation de l'informatique respectueux de la vie privée et des libertés individuelles.

## La position de l'INSEE
L'accusation principale rapportée par la presse contre le projet portait sur les appariements de fichiers à partir du numéro d'identification des personnes. Pour le citoyen, il est perçu comme intolérable que s'adressant à un service d'une administration pour satisfaire telle ou telle formalité, celui-ci puisse aller consulter d'autres services d'autres administrations pour connaître les informations qu'ils contiennent sur lui. La règle, c'est le cloisonnement administratif. Elle ne peut être levée que par une réglementation (loi, décret, circulaire) ou une décision judiciaire et non par une organisation technique des fichiers permettant de s'en affranchir ad libitum. Les débats qui vont s'ensuivre seront nombreux. C'est la loi "Informatique, fichiers et libertés" du 6 janvier 1978 qui va y mettre fin.
Le 3 avril 1974, la direction de l'INSEE diffuse à la presse et à chacun des membres de son personnel une "note d'information". "... différents articles de presse [mettent] en cause le répertoire d'identification des personnes physiques géré par l'INSEE dont l'automatisation est connue sous le nom de projet "SAFARI". Contenant des erreurs, il a paru nécessaire à la Direction Générale d'apporter les précisions suivantes : "L'informatisation du répertoire ne modifie ni son contenu ni ses objectifs... L'INSEE est seul responsable du répertoire et il est inexact que le Ministère de l'Intérieur en revendique la gestion". Sur l'inquiétude suscitée par les appariements : "... ces appariements [rendent] ainsi possibles des opérations statistiques nouvelles ainsi qu'un allégement des charges d'enquêtes. Ces rapprochements ne posent d'ailleurs aucun problème puisque les informations concernées sont couvertes par le secret professionnel et qu'elles ne donnent lieu qu'à des publications statistiques".
En 1975, au milieu des débats, Jacques Desabie revient dans un journal télévisé, de la deuxième chaine cette fois : "Deux fichiers qui comportent ce numéro d'identité peuvent être rapprochés grâce à ce numéro, comme d'ailleurs ils pouvaient l'être à l'aide d'autres informations qui y figuraient obligatoirement". Et plus loin : "L'utilisation d'un numéro d'identité et la mise sur support informatique peuvent rendre les choses plus rapides, moins coûteuses mais ne créent pas le problème".
La note d'information de l'INSEE ne clôt pas le débat, bien au contraire : le nom du projet SAFARI est assumé par l'institut de même que sa fonction de rassemblement des informations personnelles par appariement... et qu'il n'y a aucun problème puisque c'est pour produire des statistiques anonymes... Mais les inquiétudes ne portaient pas sur le travail des statisticiens disposant de ce nouvel instrument mais sur les usages que pourront en faire les services de gestion et de contrôle des différentes administrations. Dès ses premières annonces, l'INSEE n'a pas caché que l'utilité du projet concernait d'abord la gestion des fichiers administratifs... même s'il pouvait y avoir secondairement un intérêt statistique. D'ailleurs, ce premier exemple présenté lors du reportage télévisé de 1972 cité plus haut, portait sur le contrôle du fichier électoral. L'affirmation que l'informatisation du répertoire ne changeait pas fondamentalement les choses restait théorique. Ce n’était vrai que pour un enquêteur judiciaire disposant d'un mandat précis et du temps nécessaire pour explorer les dossiers d'un service à l'autre mais certainement pas un service administratif ayant à gérer des fichiers de grande taille.

## La réponse du législateur
La réponse du législateur
 a été préparée par la commission Informatique et libertés, annoncée en mars 1974 par le Premier ministre, installée par décret en novembre 1974. Elle avait "à proposer au gouvernement des mesures tendant à garantir que le développement de l'informatique... se réalisera dans le respect de la vie privée". Elle sera présidée par Bernard Chenot, vice président du Conseil d'Etat, le rapporteur étant Bernard Tricot, conseiller d’État (Le rapport est souvent désigné par son nom : le rapport Tricot). Parmi ses membres, Louis Joinet qui jouera un rôle particulier. Magistrat chargé des questions informatiques au ministère de la Justice, il était déjà en contact avec les magistrats étrangers qui avaient œuvré à la mise en place des législations sur le même sujet en Suède et dans le Land de Hesse en Allemagne. Le "Rapport Tricot" est adopté en juin 1975 et publié à l'automne. Il contient l'essentiel de ce que sera la loi du 6 janvier 1978, "Informatique, fichiers et libertés".
De travaux de la commission et de la loi découlent six griefs[Par qui ?] à l'encontre du projet SAFARI.

### 1 - L'opération SAFARI n'a pas de bases légales suffisantes
Le texte sur lequel s'appuyait le répertoire des personnes physiques était celui d'un décret de 1947 sur les attributions de l'INSEE nouvellement créé (article 6) : "Les services d'inventaires sont chargés de dresser et de tenir à jour les inventaires des unités statistiques économiques et démographiques, d'exploiter avec le service de la mécanographie les informations recueillies. Ils continuent et tiennent à jour les répertoires d'identification". Malgré la généralité du texte, il n'était pas possible de lui rattacher SAFARI. Au demeurant, l'INSEE en était conscient. Pour le politiste André Vitalis, l'initiative d'un tel projet ne devait par revenir à cet institut, corps technique de l'Etat : "Il est étonnant de constater - et ceci ne manque pas d'être inquiétant pour les libertés - que l'opération SAFARI... relève d'une action spontanée et secrète de l'administration qui ne repose sur aucune base juridique... Ce sont les révélations de la presse et les questions de certains parlementaires qui ont permis l'instauration d'un débat public... SAFARI est un cas exemplaire, le type même de l'opération technocratique menée par quelques personnes dans le plus grand secret sans contrôle démocratique, avec la complicité passive de quelques dirigeants".

### 2- Identifiant des personnes: uniquement le nom patronymique et le (ou les) prénom(s)
La CNIL refuse l'ambition du projet d'instaurer un numéro national d'identité (NNI) à vocation universelle. La numérotation des déportés est encore en mémoire et, pour la Loi, l'identification des personnes se fait par leur nom et le (ou les) prénom(s). Le numéro devra désormais s'appeler Numéro d'Inscription au Répertoire National d'Identification des Personnes Physiques (abrégé en NIR). 
Si les services ont besoin d'un identifiant pour des motifs techniques liés à la gestion informatique, cet identifiant devra être spécifique à son domaine. Alors que, tout un temps, la déclaration fiscale demandait le NIR du déclarant et celui des personnes rattachées à son foyer fiscal, comme au lycéen d'écrire son NIR en haut de ses copies du baccalauréat... ils devront dorénavant utiliser un SPI (Simplification des Procédures d'Imposition) pour les premiers, un NUMEN pour les seconds. La Sécurité sociale qui a choisi le NIR dès 1945, avant même que l'INSEE ne soit créé, est seule autorisée à le conserver en raison de l'usage massif qu'elle en fait.

### 3- L'utilisation du NIR doit être confinée aux fichiers de la sphère médico-sociale
La CNIL n'eut de cesse que d'essayer de contenir les demandes de NIR à des organismes relevant à la "sphère médico-sociale". Pourtant, l'extension du nombre des organismes médicaux et sociaux et leur intrication avec la Sécurité sociale la conduisirent à multiplier les décrets les autorisant à utiliser le NIR.

### 4- Remplacer le NIR par un identifiant non signifiant
A la différence de la plupart des pays ayant un répertoire, l'identifiant français est signifiant : il en dit beaucoup sur le sexe, l'âge et le lieu de naissance. La fréquence de son utilisation dans le système social conduit de fait à diffuser des données personnelles à des services qui n'ont pas à les connaitre. Sur ce point, la CNIL s'est inclinée devant l'avis des experts qui prédisaient de fortes perturbations dans le fonctionnement du système social.

### 5- Empêcher tout ce qui permettrait des discriminations de masse
La loi "Informatique et libertés" a été élaborée par des personnes qui avaient connu la deuxième guerre mondiale et les persécutions perpétrées par les nazis. Elles ont eu le souci d'empêcher qu'un nouvel Hitler utilise les moyens informatiques pour les mener. La loi interdit de collecter et d'enregistrer les "données sensibles" relatives à la "race", la religion, les opinions politiques, les handicaps, etc. La règle est générale et s'applique évidemment au répertoire. L'indication du lieu de naissance peut poser problème. Pour les personnes nées à l'étranger, un code 99 est inscrit à la place du code du département métropolitain, un code du pays à la place de celui de la commune. Par exemple, les personnes nées en Algérie ont protesté d'être codées comme étrangères (code 99 à la place du numéro de département métropolitain) alors que l'Algérie, à l'époque était la France administrativement. "De fait, le NIR, est le reflet, sous forme numérique de l'identité de chacun. Dès lors la tentation est toujours grande pour les gestionnaires plutôt que de désigner des individus par leur état civil complet de faire appel de préférence à des numéros qui facilitant l'accès aux fichiers et les interconnexions".
Dans la même préoccupation, la CNIL s'est opposée à ce que le répertoire devienne un fichier de population dès lors que l'adresse de résidence y serait introduite. Plusieurs pays, notamment de l'Europe du Nord ont remplacé les recensements tels que nous les connaissons en France par des registres administratifs gérés en continu. Ils sont alimentés par les "chefs de ménages" qui déclarent l'adresse (et les changements d'adresses) associée aux informations d'état civil. Les "dossiers individuels" mis en place par le SNS contenaient l'adresse des personnes ainsi que l'appartenance ou non à la "race juive". Ils ont été détruits à la Libération en même temps que tous les fichiers contenant ces données sensibles. Le répertoire des personnes n'en contenait aucune ce qui a permis sa conservation et sa transmission à l'INSEE. Mais Jacques Desabie, dans sa présentation de 1970, annonçait l'introduction de l'adresse dans une "perspective plus lointaine"

### 6- Le répertoire ne peut servir à rechercher des personnes
Même si c'était à faible fréquence, la Gendarmerie, les Douanes, la Sûreté nationale, les RG,... venaient dans les directions régionales de l'INSEE pour interroger le répertoire à la recherche de personnes. Elles ne pourront plus le faire, sauf cas de commission rogatoire.

## Que reste-t-il de SAFARI?

### Le RNIPP (Répertoire National d'Identification des Personnes Physiques)
Le répertoire, hérité du SNS à la Libération, n'existait jusque-là que sous forme manuscrite. Il aurait probablement été transféré sur un support informatique mais le projet SAFARI a probablement hâté cette opération. Réparti depuis son origine entre les directions régionales du SNS, devenues directions régionales de l'INSEE, chacune gérait les événements survenus dans les départements qui lui étaient rattachés. Le projet SAFARI a été l'occasion de mettre sur bandes magnétiques les quelques dizaines de millions de "lignes" manuscrites dans les registres ; ce qui voulait dire les reporter sur des cartes perforées, les transporter au centre informatique de l'INSEE à Paris (15 tonnes) et les enregistrer sur des bandes magnétiques (250 bandes avec la technologie de l'époque). Simultanément, des procédures informatiques ont été produites, tant pour l'alimentation en données provenant des avis de naissance que pour identifier et immatriculer les personnes des fichiers des administrations qui en faisaient la demande.,... Le nombre de ces immatriculations n'a pas connu l'extension prévue mais l'apparition de procédures, essentiellement automatiques a amélioré la qualité et l'efficacité du service.

### Les applications statistiques résultant d'appariements sur le NIR
Dès les années 60, certains statisticiens de l'INSEE s'étaient interrogés sur la possibilité d'exploiter les données administratives pour produire des fichiers aptes à donner des résultats statistiques. L'exemple des salaires est le plus connu. D'après la législation, que ce soit pour des raisons fiscales ou sociales, les employeurs sont tenus de déclarer chaque mois les salaires versés à leurs employés. En même temps que des montants, quantité d'informations les accompagne : en premier lieu, la durée du travail rémunéré, les professions et qualifications des salariés. Mais encore, des données sur les employeurs, eux-mêmes identifiés par un autre répertoire des entreprises et des établissements (SIRENE), la localisation géographique de la production, le secteur d'activité, la taille de l'entreprise,... etc. Certes ces données, collectées à des fins de gestion administrative demandaient un travail d'adaptation pour qu'elles aient une signification statistique mais l'avantage était indiscutable par rapport à des enquêtes statistiques qui auraient demandé des questionnaires bien longs, de gros échantillons... à une fréquence adaptée aux besoins de connaître l'évolution autant que le montant des salaires. La présence du NIR de chaque salarié dans sa fiche de paie et dans les déclarations des employeurs à l'URSSAF ou aux impôts ouvraient des possibilités considérables. L'INSEE en a profité, commençant d'ailleurs par des statistiques sur les salaires.
Ces exploitations n'étaient possibles que par la présence du NIR. Ce qui fait que, selon la loi, elles devenaient illégales. Aucune d'elles n'a cependant été arrêtée. La CNIL, consciente de leur utilité et de leur innocuité, a demandé à l'INSEE de les mettre en conformité avec la loi dans un délai de deux ans.
Pour des nouvelles exploitations de ce type, l'INSEE était astreinte aux procédures préalables de déclaration prévues par la loi. Si une utilisation du NIR était demandée, il fallait un arrêté du Conseil d’État pris sur avis conforme de la CNIL.

### De SAFARI à RESIL
L'idée centrale de René Carmille, l'appariement de fichiers sur un identifiant universel s'est banalisé. Difficile à réaliser "à la main", encore malcommode avec les interclasseuses de la mécanographie, l'ordinateur est là particulièrement performant. Outre l'extension à tous les organismes relevant de la "sphère médico-sociale", le confinement du NIR auquel la CNIL était pourtant très attachée est battu en brèche par la multiplication des lois d'exceptions à la loi de 1978. On peut apprécier l'étendue de cette extension avec un décret de 2019 donnant la liste des organismes autorisés à utiliser le NIR. Elle occupe sept pages (en petits caractères) du Journal officiel dont seules les trois premières ressortent de la sphère médico-sociale. L'exemple de la lutte contre la fraude fiscale illustre une autre façon de faire, malgré tout, du SAFARI sans le dire. On se souvient que la direction des impôts avait été une des premières clientes de l'INSEE à faire immatriculer les personnes contribuables de ses fichiers. On se souvient également que la CNIL, en application de la loi de 1978 l'avait obligé à remplacer le NIR par un identifiant spécifique, le SPI. Jean-Pierre Brard, parlementaire apparenté communiste, maire de Montreuil, très mobilisé dans la lutte contre la fraude fiscale a réclamé, dès 1990, que le NIR soit réintroduit dans les fichiers fiscaux en raison de son utilité dans le contrôle fiscal. Il contestait la primauté, voire l'exclusivité donnée à la protection de la vie privée par la loi de 1978. Il rappelait que l'égalité des citoyens devant l'impôt était aussi un principe révolutionnaire et qu'il convenait de le faire respecter autant que possible. Si le NIR pouvait y contribuer, il devait être réintroduit. La CNIL dit avoir multiplié les arguments pour s'y opposer mais, la question remontant jusqu'au Conseil constitutionnel, ce dernier a tranché : la loi de finance rectificative de 1999 réintroduit le NIR dans les fichiers fiscaux. Ce qu'une loi a édicté, une autre peut le défaire. Cette exception, ayant fait l'objet de débats, y compris publics, est la plus connue mais, dès 1998, il y avait déjà 36 lois d'exceptions à la loi de 1978.
Cinquante ans après SAFARI, l’INSEE s’est engagé dans la construction d’un nouveau système de répertoires dénommé RESIL : Répertoire Statistique des Individus et des Logements, pour une mise en service à l’échéance de 2025. Sur un objectif cette fois exclusivement statistique il ne devrait pas servir de quelque manière que ce soit à la gestion administrative. Il porte sur les individus mais également sur leurs logements, il contiendra donc l’adresse. L’ampleur du projet et la sensibilité de son contenu ont justifié de nombreuses consultations préalables avec la CNIL et le Conseil National de l’Information Statistique (CNIS). Dans le cadre de celui-ci, un groupe de concertation pour la mise en place du projet a eu pour objectif de lister les interrogations qu’il pouvait susciter. Composé de personnalités qualifiées (juristes, sociologues, informaticiens, élus, journalistes …pour la plupart venant d'autres domaines que la statistique) il était présidé par Jean-Marie Delarue, Conseiller d’État honoraire. Dans l’avant-propos au rapport du groupe de concertation, il écrit : « Si le projet a rencontré dans le groupe de concertation un accord de principe, il a été maintes fois soulevé la question de savoir ce que risquait de devenir un tel instrument entre des mains non plus statistiques mais administratives voire policières ». Le projet sera encadré par un décret spécifique et s’inscrira dans les textes qui régissent la statistique publique et garantissent son indépendance. Jean-Marie Delarue termine son propos :  « L’INSEE doit apprécier si cette garantie d’indépendance est suffisante pour faire obstacle à toute intrusion fâcheuse dans RESIL (et ailleurs). Peut-être les dimensions du projet impliquent-elles des garanties supplémentaires par un tiers de l’indépendance nécessaire ».

## Conclusion
En matière de fichiers de données individuelles, il y a un avant et un après la loi de 1978 ; pour la France mais aussi pour les nombreux pays qui s'en sont inspirés pour leur législation nationale. La CNIL ne manque pas de souligner le rôle déclencheur joué par SAFARI pour l'élaboration de cette loi "monument". Ce pan de l'histoire du fichage en France a bénéficié d'une conjonction favorable entre des lanceurs d'alerte, des journalistes, des associations et, finalement des juristes qui, portés par une opinion publique sensibilisée, parvint à convaincre les politiques. Le Parlement vota la loi à une rare majorité. Conjonction également avec l'arrivée massive de l'informatique avec son mélange d'espoirs et d'inquiétudes, alors que le pays sortait d'une crise qui avait vu se déployer la surveillance et les répressions.
L'affaire SAFARI est aussi un rare exemple d'un projet technique de grande taille, soutenu et financé par autant d'organismes fasse l'objet d'un tel débat et soit finalement stoppé au moment même de sa mise en service. Et ceci quoiqu'il pouvait en coûter aux administrations qui s'étaient déjà engagées dans cette voie. En particulier la Direction Générale des Impôts (DGI) qui a été contraintes d'abandonner le NIR pour le remplacer par un autre identifiant spécifique, le SPI et l'Education nationale par un NUMEN. L'impact financier était évidemment considérable.
L'expérience SAFARI a été tirée. L'emploi du NIR ne cesse de s'accroître. Certes, il n'est pas sur la carte d'identité, le permis de conduire, le livret scolaire ou le casier judiciaire... mais le RNIPP est le plus important des fichiers de référence de RESIL. Le projet de René Carmille et de Jacques Desabie est adapté et en passe d'être réalisé.

### Vidéographie
- Youssr Youssef, documentaire René Carmille, un hacker sous l'occupation, 2021, 52 minutes (1re diffusion 6/11/2021 sur la chaine Public Sénat).